# Angkor Thom
Angkor Thom (che in lingua khmer significa semplicemente Grande Città) è il nome attualmente usato per l'ultima delle capitali dell'Impero Khmer sorta nel sito di Angkor, in Cambogia.
Chiamata dai contemporanei Yasodharapura, come le altre città che l'avevano preceduta nello stesso sito, fu fondata nel tardo dodicesimo secolo dal re Jayavarman VII dopo i saccheggi dei Champa del decennio 1170-1180. Copre un'area di circa 9 km² in cui si possono trovare diversi monumenti, sia di epoche precedenti che costruiti da Jayavarman VII e suoi successori.
Al centro della città c'è il tempio-montagna del Bayon, centro del culto di stato di Jayavarman VII, mentre altre costruzioni importanti sono raggruppate attorno alla Piazza della Vittoria, subito a nord.

## Storia
Angkor Thom fu fondata come capitale dell'impero di Jayavarman VII e centro di un enorme programma di costruzione di edifici. Un'iscrizione trovata nella città descrive Jayavarman VII come lo sposo e la città come sua sposa.
Nelle stele di fondazione viene nominata come Yasodharapura, lo stesso nome della capitale precedente che, più vecchia di ben 3 secoli, venne in parte inglobata in Angkor Thom. Gli edifici più importanti risalenti all'epoca precedente alla sua fondazione sono l'ex-tempio di stato del Baphuon e il Phimeanakas, che era incorporato nel Palazzo Reale. I Khmer non facevano alcuna distinzione tra Angkor Thom e Yasodharapura: un'iscrizione usa ancora il vecchio nome persino nel quattordicesimo secolo. Il nome di "Angkor Thom" prese ad essere usato dal sedicesimo secolo.
L'ultimo tempio in pietra costruito ad Angkor Thom attualmente conosciuto fu il Mangalartha, del 1295. Da quel momento le strutture esistenti continuarono talvolta ad essere modificate, ma tutti i nuovi edifici furono costruiti in materiale deperibile e non sono sopravvissuti al tempo. Nei secoli seguenti Angkor Thom rimase la capitale di un regno in declino finché non venne del tutto abbandonata prima del 1609, quando uno dei primi viaggiatori occidentale scrisse di una città disabitata, "fantastica come l'Atlantide di Platone" che alcuni pensavano fosse stata costruita dall'imperatore romano Traiano.

## Stile
Angkor Thom è costruita nello stile detto Bayon (dal tempio omonimo), che si manifesta nelle grandi dimensioni costruttive, nell'ampio uso di laterite, nelle torri quadrangolari con grandi visi scolpiti e nei ponti Nāga ad ognuna delle cinque entrate della città.

## Il sito

Mappa della zona centrale di Angkor Thom

La città giace sulla riva destra dello Stung Siem Reap (fiume Siem Reap), un affluente del Tonle Sap, a circa 400 metri dal fiume. La porta meridionale di Angkor Thom è a 7,2 km a nord di Siem Reap e 1,7 km a nord dell'ingresso di Angkor Wat. Le mura, alte 8 metri e circondate da un fossato largo 100 metri, sono lunghe 3 km e racchiudono un'area di 9 km². Le mura sono di laterite, rinforzate da terrapieni, con sopra un parapetto. Ad ognuno dei punti cardinali corrisponde un'entrata, dalla quale partono strade verso il Bayon posto al centro della città. Poiché il Bayon non ha mura proprie e neanche fossati, quelli della città rappresentano per gli archeologi le montagne e l'oceano che circondano il Monte Meru del Bayon. Un altro cancello (il 'Cancello della Vittoria') si trova 500 m più a nord del cancello orientale; la 'Via della Vittoria' corre parallela alla via orientale verso la 'Piazza della Vittoria' e il Palazzo Reale a Nord del Bayon.
I visi sulle torri alte 23 metri ai cancelli della città (che sono stati aggiunti successivamente alla struttura principale) somigliano a quelle del Bayon, e propongono gli stessi problemi di interpretazione. Potrebbero rappresentare il re in persona, o il Bodhisattva Avalokiteśvara, o i guardiani dell'impero ai quattro punti cardinali, o una combinazione di queste interpretazioni. Una via rialzata attraversa il fossato in corrispondenza ad ogni torre di ingresso, formando un ponte Nāga. Alcuni di essi sono stati restaurati, seppur non completamente nel loro aspetto originale. Zhou Daguan riferisce che su ogni lato vi erano 54 gigantesche statue che reggevano serpenti a nove teste (i Nāga), su un lato deva, sull'altro asura. George Coedès suggerì diverse interpretazioni degli ingressi: l'arcobaleno della mitologia induista, che unisce il mondo degli dei a quello degli uomini, come pure l'ennesima raffigurazione del mito della zangolatura dell'Oceano di Latte per estrarre l'Amrita, l'elisir dell'immortalità, quale augurio di vittoria e prosperità. La montagna utilizzata come "frullino" sarebbe quindi il cancello stesso, oppure il tempio-montagna del Bayon (vista anche l'assenza di fossato intorno al tempio), allargando così il simbolismo religioso all'intera città. Un'altra possibilità è che i naga siano dei semplici guardiani. La presenza di due elefanti tricipiti (la forma di Airavata, cavalcatura di Indra) ai lati di ogni ingresso parrebbe rafforzare comunque l'interpretazione dell'arcobaleno.
Gli ingressi veri e propri misurano 3,5 per 7 metri, ed originariamente erano chiusi da porte di legno. Il cancello meridionale è oggi di gran lunga il più visitato, visto che è per i turisti l'ingresso principale alla città.
Ad ogni angolo della città ci sono dei piccoli templi, denominati Prasat Chrung (Santuario dell'Angolo), costruiti in arenaria nello stile del Bayon e dedicati ad Avalokiteśvara. Sono a forma di croce con una torre al centro ed orientati verso est. Piccole strutture adiacenti ad essi custodivano steli di pietra che riportano iscrizioni elogiative di Jayavarman, attualmente ospitate presso l'"Angkor Conservation Office" a Siem Reap.
Dentro la città c'era un sistema di canali attraverso i quali l'acqua scorreva da nord-est verso sud-ovest. Lo spazio di terreno racchiuso dalle mura era occupato dagli edifici abitativi comuni, di cui oggi non rimane più niente. Oggi quest'area è coperta dalla foresta.
Oltre il Bayon, tutti i siti principali si trovano a est o ad ovest della 'Piazza della Vittoria'. Andando da sud a nord troviamo il Baphuon, la Terrazza degli Elefanti, il Phimeanakas ed il palazzo reale, la Terrazza del Re Lebbroso, Tep Pranam e Preah Palilay; ad est, il Prasat Suor Prat, i Khleang (meridionale e settentrionale) e Preah Pithu.